# Lucien Barbour
Lucien Barbour (* 4. März 1811 in Canton, Connecticut; † 19. Juli 1880 in Indianapolis, Indiana) war ein US-amerikanischer Jurist und Politiker. Zwischen 1855 und 1857 vertrat er den Bundesstaat Indiana im US-Repräsentantenhaus.

## Werdegang
Lucien Barbour studierte bis 1837 am Amherst College in Massachusetts. Noch im Jahr 1837 zog er nach Madison in Indiana. Nach einem anschließenden Jurastudium und seiner 1839 erfolgten Zulassung als Rechtsanwalt begann er in Indianapolis in diesem Beruf zu arbeiten. Danach war er mehrfach als Schlichter zwischen der Staatsregierung von Indiana und privaten Firmen tätig. Später wurde er von Präsident James K. Polk als Nachfolger von Daniel Mace zum Bundesstaatsanwalt für Indiana ernannt. Im Jahr 1852 war er Mitglied einer Kommission zur Überarbeitung der Staatsgesetze von Indiana. Politisch schloss er sich in den frühen 1850er Jahren der kurzlebigen Opposition Party an.
Bei den Kongresswahlen des Jahres 1854 wurde Barbour im sechsten Wahlbezirk von Indiana in das US-Repräsentantenhaus in Washington, D.C. gewählt, wo er am 4. März 1855 die Nachfolge von Thomas A. Hendricks antrat. Da er im Jahr 1856 auf eine erneute Kandidatur verzichtete, konnte er bis zum 3. März 1857 nur eine Legislaturperiode im Kongress absolvieren. Diese war von den Ereignissen im Vorfeld des Bürgerkrieges geprägt. Später schloss sich Barbour der Republikanischen Partei an.
Nach seinem Ausscheiden aus dem US-Repräsentantenhaus praktizierte Lucien Barbour wieder als Anwalt in Indianapolis. Dort ist er am 19. Juli 1880 auch verstorben.